# Grotte di Castro
Grotte di Castro ist eine Gemeinde mit 2387 Einwohnern (Stand 31. Dezember 2023) in der Provinz Viterbo in der italienischen Region Latium.

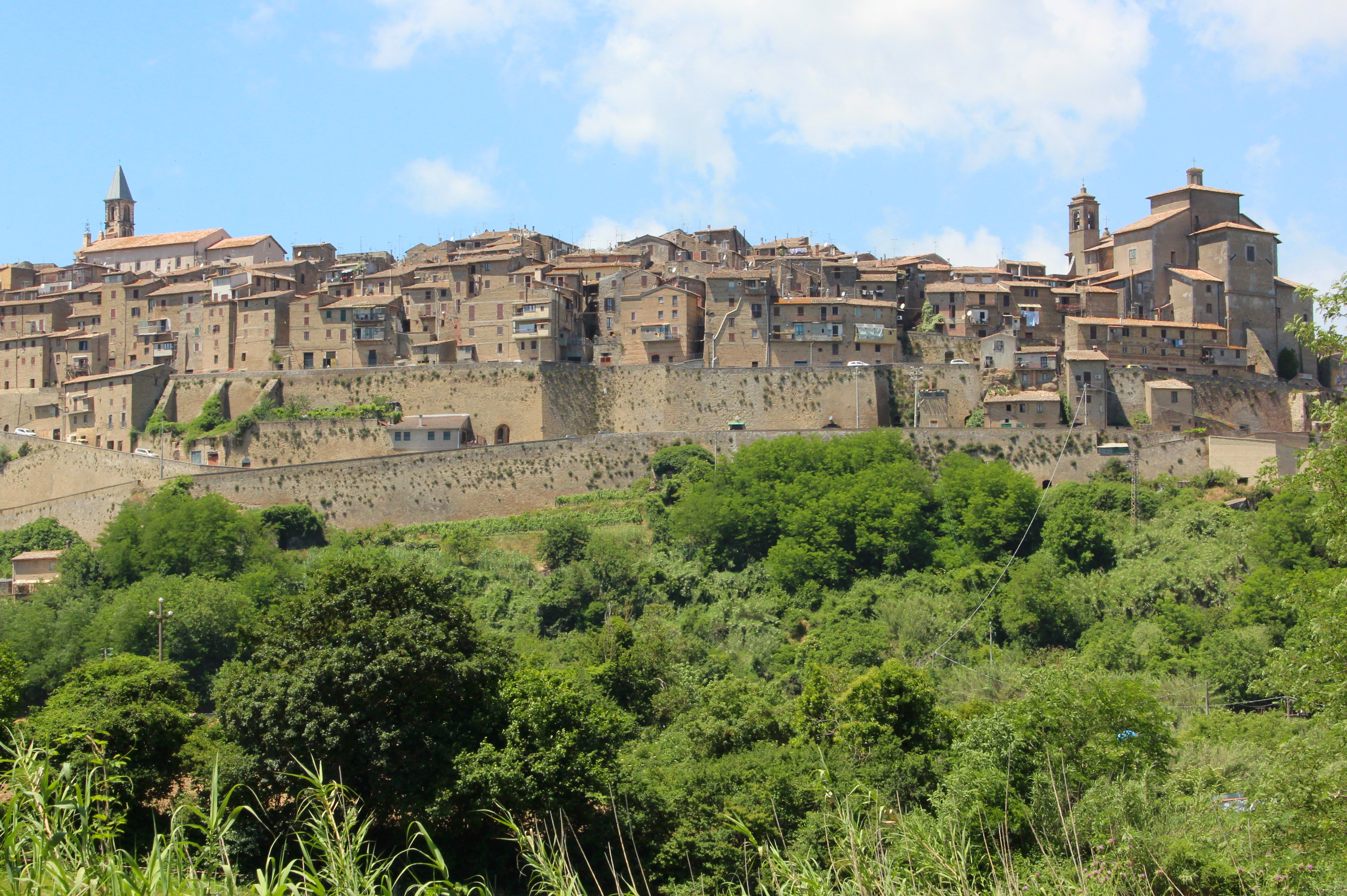
Panorama von Grotte di Castro

## Geographie
Grotte di Castro liegt 121 km nordwestlich von Rom, 44 km nordwestlich von Viterbo und zwölf Kilometer westlich von Bolsena. Es liegt in den Monti Volsini oberhalb des Bolsenasees. Das Gemeindegebiet erstreckt sich über eine Höhe von 305 bis 576 m s.l.m., vom Seeufer am Bolsenasee bis auf die Höhe der Caldera, des ehemaligen Vulkansees.
Die Gemeinde ist Mitglied der Comunità Montana Alta Tuscia Laziale. Zur Gemeinde gehört der Ortsteil Mortaro.
Die Nachbargemeinden sind Acquapendente, Gradoli, Onano und San Lorenzo Nuovo. Die Gemeinde liegt in der Erdbebenzone 2 (mittel gefährdet).

## Verkehr
Das Gemeindegebiet von Grotte di Castro wird von der strada regionale 74 Maremmana (SR74) durchquert, die von Orbetello nach Orvieto führt und in drei Kilometern Entfernung die Via Cassia kreuzt.
Der nächste Bahnhof befindet sich in Montefiascone.

## Geschichte
Grotte besaß einen Vorgängerort aus etruskischer Zeit, der modern als Civita bezeichnet wird. Im Verlaufe der späten Völkerwanderungszeit entstand wohl während der Einfälle von Arabern und Ungarn um 900 der heutige Ort auf seinem Hügel. In den Machtbereich der Markgrafen der Toskana gekommen, wurde er durch die Schenkung der Mathilde von Tuszien 1115 der päpstlichen Autorität unterstellt. Im Jahre 1537 übertrug Papst Paul III. (1534–1549) seinem Sohne Pier Luigi II. Farnese mit dem neugeschaffenen Herzogtum Castro auch das später so genannte Grotte di Castro. Als Papst Innozenz X. (1644–1655) im Gefolge des zweiten Castro-Krieges 1649 dieses Herrschaftsgebilde aufhob, gelangte Grotte auf Dauer an den Kirchenstaat, bis dieser 1870 in den italienischen Nationalstaat überging.

## Bevölkerungsentwicklung
| Jahr      | 1881 | 1901 | 1921 | 1936 | 1951 | 1971 | 1991 | 2001 |
| --------- | ---- | ---- | ---- | ---- | ---- | ---- | ---- | ---- |
| Einwohner | 3513 | 3772 | 4165 | 4164 | 4177 | 3758 | 3187 | 2967 |

Quelle: ISTAT

## Politik
Piero Camilli (PdL) wurde im Juni 2009 zum Bürgermeister gewählt. Er löste Alessandro Viviani (2004–2009) ab, der nicht mehr kandidierte.  Am 25. Mai 2014 und am 26. Mai 2019 wurde Camilli wiedergewählt.

## Wappen
auf blauem Schild unten ein grüner Berg mit einer Grotte (redendes Wappen), darüber drei goldene Lilien aus dem Wappen der Farnese, einst Herzöge von Castro

## Sehenswürdigkeiten

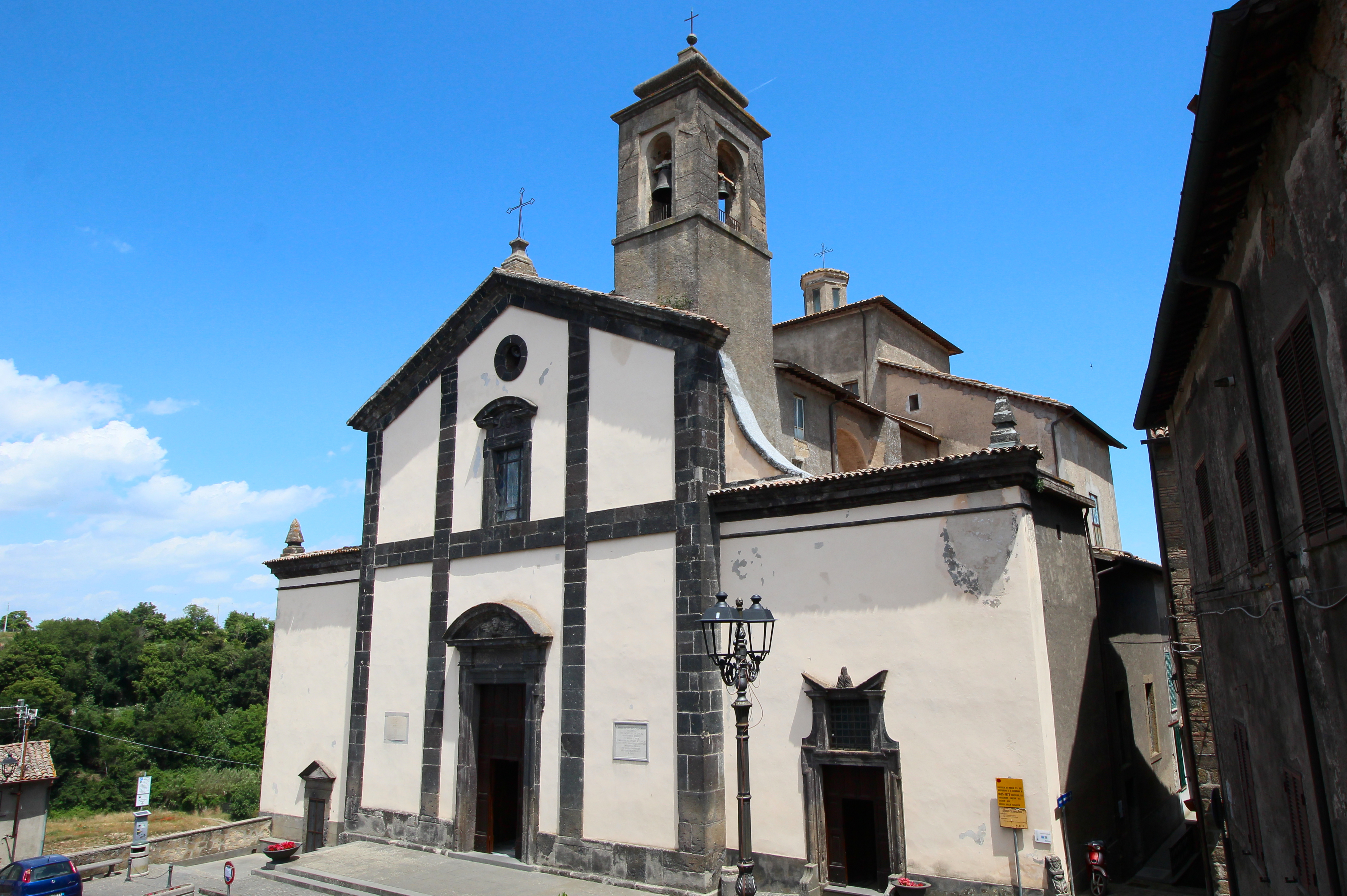
Die Kirche Santa Maria del Suffragio

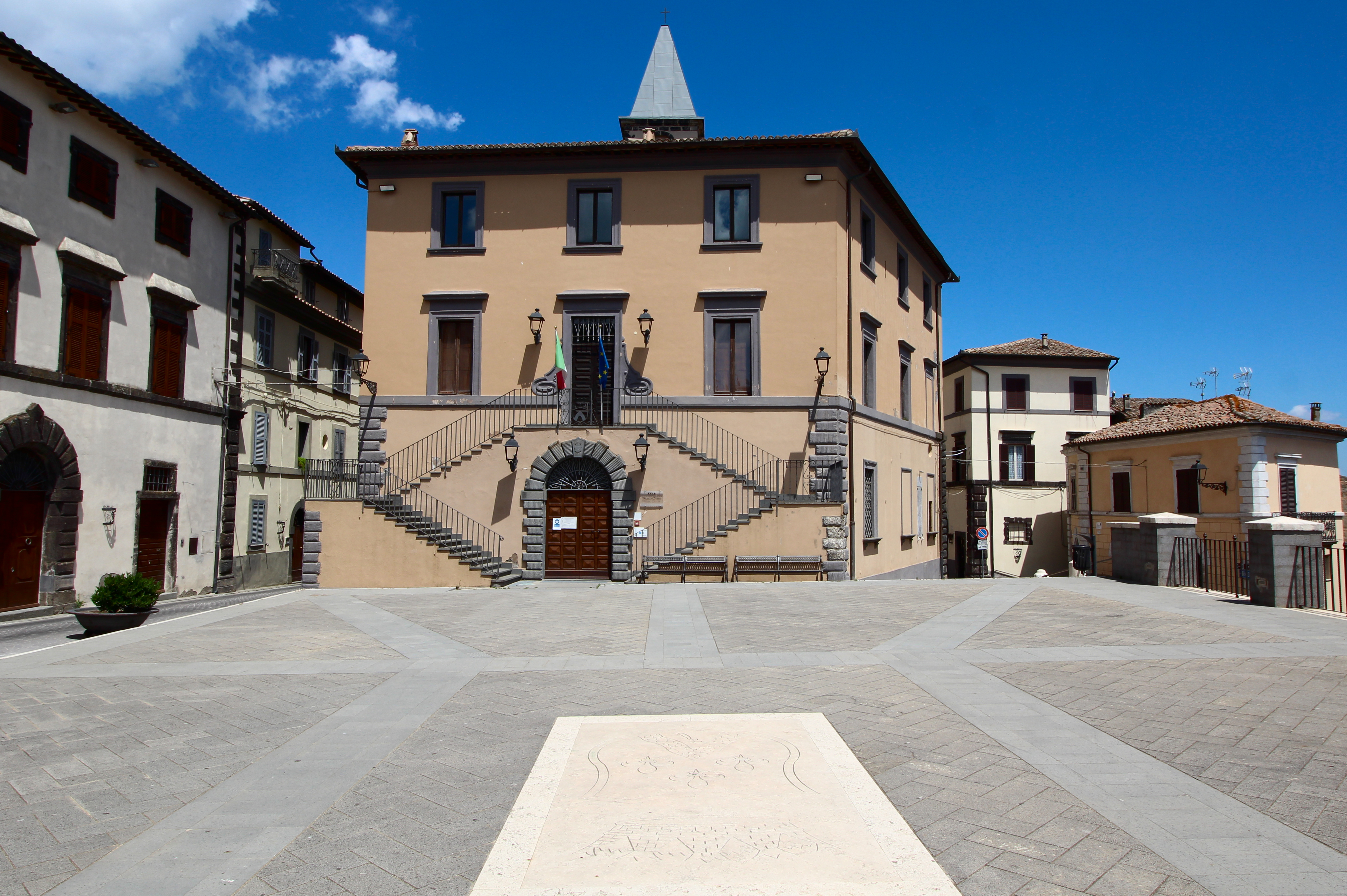
Piazza Matteotti mit dem Museo Citvita

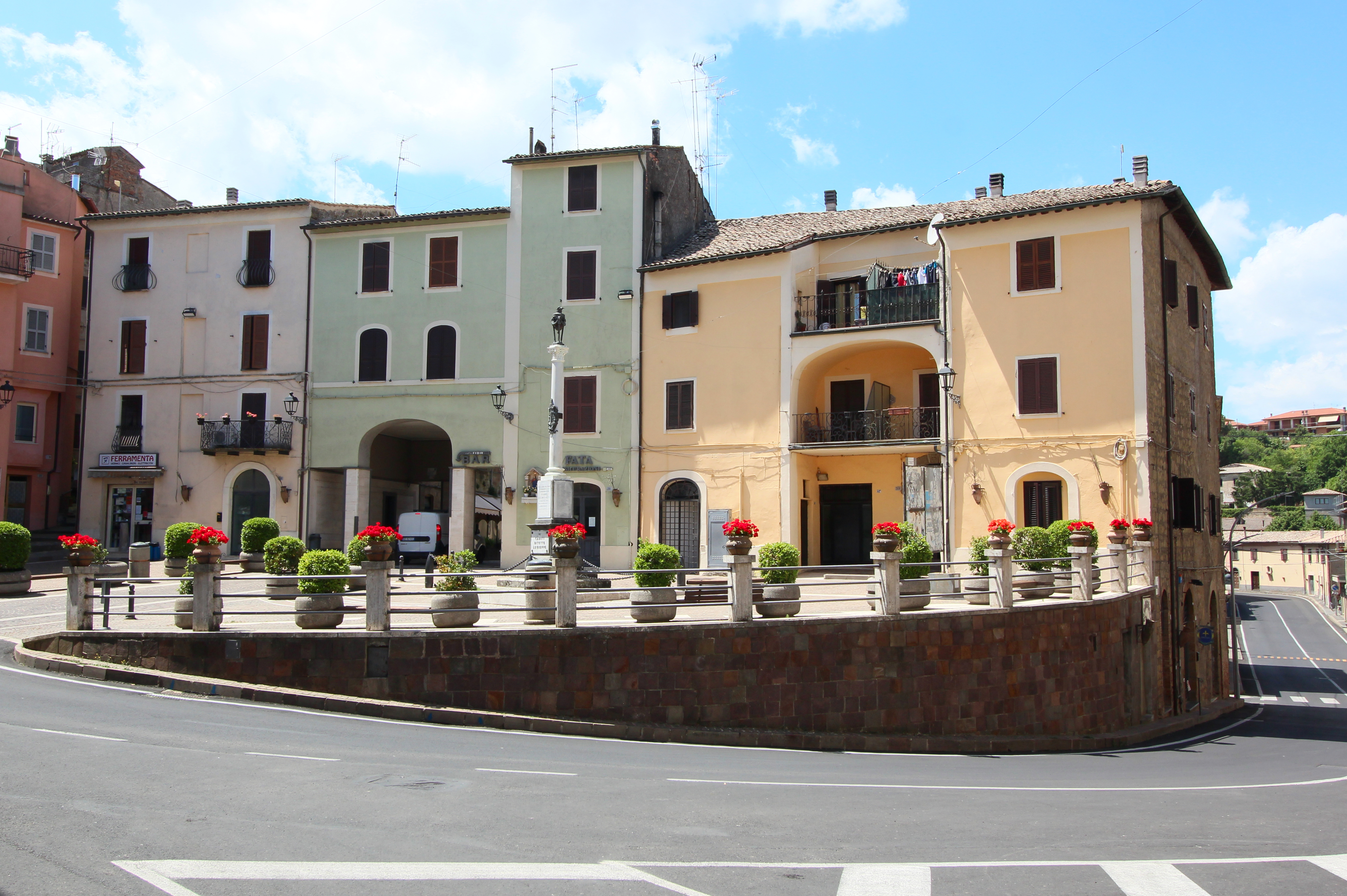
Piazza Cavour

- Die etruskischen Nekropolen La Pianezza und Vigna La Piazza aus dem 7. bis 5. Jahrhundert v. Chr. im Umfeld des Ortes.
- Kirche S. Pietro in der Ortsmitte von 1118 (Umgestaltung 1739) mit barockem Hochaltar und Grabmal von Kardinal Carlo Salotti.
- Kirche Santa Maria del Suffragio von 1625 bis 1672 (Weihe 1698) am östlichen Ortsrand, errichtet nach Plänen von Carlo Rainaldi. Erhebung zur Basilica minor 1967 durch Papst Paul VI. Reich gestalteter barocker Innenraum mit Hochaltar in Form einer Madonnengloriole von 1713.
- Kirche S. Maria delle Colonne im Westen außerhalb des Ortszentrums mit Renaissancealtar und darin integrierten Reliefs.
- Ehemaliger Palazzo Comunale, angeblich entworfen vom Architekten Vignola, heute Sitz des Museo Archeologico e delle Tradizioni Popolari mit etruskischen Fundgegenständen aus den Nekropolen.

## Kulinarische Spezialitäten
Grotte ist bekannt für seine Kartoffeln der Sorte Patata dell'Alto Viterbese. Jedes Jahr findet ihr zu Ehren Ende August die Sagra della Patata statt.
Innerhalb der Gemeinde wird der rote Dessertwein Aleatico di Gradoli hergestellt.

## Söhne und Töchter der Stadt
- Carlo Kardinal Salotti (* 25. Juli 1870; † 24. Oktober 1947), Kardinalbischof von Palestrina und Präfekt der Ritenkongregation im Vatikan